# Подводные лодки типа RO-100
Подводные лодки типа RO-100 (яп. 呂一〇〇型潜水艦), также известные как тип «KS» — серия японских дизель-электрических подводных лодок периода Второй мировой войны. Предназначались для выполнения задач береговой обороны и отличались сокращённой дальностью и автономностью плавания. Всего с 1941 по 1944 год было построено 18 подводных лодок этого типа; планировалось построить ещё 9, но их строительство было отменено, не успев начаться. Подводные лодки типа RO-100 активно использовались в боях на Тихоокеанском ТВД и все погибли в боях в 1943—1945 годах.

## Представители
| Заводской номер | Судоверфь         | Дата закладки | Спуск на воду   | Ввод в строй     | Судьба                                                                                                |
| --------------- | ----------------- | ------------- | --------------- | ---------------- | --- |
| RO-100          | верфь флота, Куре | июнь 1941     | 6 декабря 1941  | 23 сентября 1942 | подорвалась на мине у острова Бугенвиль, 25 ноября 1943                                               |
| RO-101          | Кавасаки, Кобе    |               | 17 апреля 1942  | 31 октября 1942  | потоплена эсминцем «Софли» и самолётами у Соломоновых Островов, 15 сентября 1943                      |
| RO-102          | Кавасаки, Кобе    |               | 17 апреля 1942  | 17 ноября 1942   | предположительно потоплена торпедными катерами PT-150 и PT-152 у берега Новой Гвинеи, 14 мая 1943     |
| RO-103          | верфь флота, Куре |               | 6 декабря 1941  | 21 октября 1942  | предположительно подорвалась на мине 28 июля 1943                                                     |
| RO-104          | Кавасаки, Кобе    |               | 11 июля 1942    | 25 февраля 1943  | потоплена эсминцем «Ингланд» в районе архипелага Бисмарка, 23 мая 1944                                |
| RO-105          | Кавасаки, Кобе    |               | 11 июля 1942    | 5 марта 1943     | потоплена эсминцем «Ингланд» в районе архипелага Бисмарка, 31 мая 1944                                |
| RO-106          | верфь флота, Куре |               | 30 мая 1942     | 26 декабря 1942  | потоплена эсминцем «Ингланд» в районе архипелага Бисмарка, 22 мая 1944                                |
| RO-107          | верфь флота, Куре |               | 30 мая 1942     | 26 декабря 1942  | потоплена эсминцем «Тейлор» близ Соломоновых Островов, 12 июля 1943                                   |
| RO-108          | Кавасаки, Кобе    |               | 26 октября 1942 | 20 апреля 1943   | потоплена эсминцем «Ингланд» в районе Новой Гвинеи, 26 мая 1944                                       |
| RO-109          | Кавасаки, Кобе    |               | 1942            | 30 апреля 1943   | потоплена эсминцем «Хорис А. Басс» близ Окинавы, 25 апреля 1945                                       |
| RO-110          | Кавасаки, Кобе    |               | 1943            | 6 июля 1943      | потоплена корветами «Ипсуич» и «Лонсестон» и шлюпом «Ямна» у восточного берега Индии, 11 февраля 1944 |
| RO-111          | Кавасаки, Кобе    |               | 1943            | 19 июля 1943     | потоплена эсминцем «Тейлор» в районе архипелага Бисмарка, 11 июня 1944                                |
| RO-112          | Кавасаки, Кобе    |               | 1943            | 15 сентября 1943 | потоплена подводной лодкой «Бэтфиш» близ Филиппин, 11 февраля 1945                                    |
| RO-113          | Кавасаки, Кобе    |               | 1943            | 12 октября 1943  | потоплена подводной лодкой «Бэтфиш» близ Филиппин, 12 февраля 1945                                    |
| RO-114          | Кавасаки, Кобе    |               | 1943            | 20 ноября 1943   | потоплена эсминцами «Мелвин» и «Уодлиг» в районе Северных Марианских островов, 17 июня 1944           |
| RO-115          | Кавасаки, Кобе    |               | 1943            | 30 ноября 1943   | потоплена эсминцами «Белл», «Дженкинс», «О’Бэннон» и «Ульверт М. Мур» близ Филиппин, 31 января 1945   |
| RO-116          | Кавасаки, Кобе    |               | 1943            | 21 января 1944   | потоплена эсминцем «Ингланд» в районе архипелага Бисмарка, 24 мая 1944                                |
| RO-117          | Кавасаки, Кобе    |               | 1943            | 31 января 1944   | потоплена патрульным самолётом в районе Северных Марианских островов, 17 июня 1944                    |